# WinFS

WinFS의 스택 구조

WinFS(Windows Future Storage의 준말)는 관계형 데이터베이스 기반의 데이터 저장, 관리 시스템을 위한 코드 이름이며, 마이크로소프트사가 개발하고 있다. 마이크로소프트 윈도우 운영 체제의 고급 데이터 기억 하부 시스템으로 2003년에 처음 시연하였으며 정형, 반정형, 비정형 데이터의 내구성 및 관리를 위해 고안되었다. WinFS는 정보를 저장하기 위해 관계형 데이터베이스를 포함하고 있으며 정보에 잘 정의된 계획(schema)이 존재할 경우, 어떠한 형태의 정보든지 이 데이터베이스 안에 저장할 수 있다. 데이터 항목마다 관계에 따라 서로 이어 놓을 수 있으며 특정한 특성 기반의 시스템에 의해 참조되거나 사용자가 직접 지정할 수도 있다. 잘 정의된 계획을 데이터가 가지고 있다면, 어떠한 응용 프로그램이든 이 데이터를 다시 사용할 수 있다. 또, 이 관계적인 형태를 이용하여 관련 데이터는 여러 데이터 항목을 한데 모을 수 있다.

## 개발 중단
WinFS는 롱혼의 기술로 계획되었으나 차기 버전의 윈도로 계획이 이전되었다. 마이크로소프트는 롱혼을 출시하면서 WinFS를 서비스팩1에 포함시킬 가능성이 크다고 언급하였으나, 이 계획은 보류되었다. 마이크로소프트의 CEO 스티브 발머는 이 기술이 어떻게 전달될지에 대해서는 뚜렷하지 않으나, WinFS는 아직도 개발 중이라고 언급하였다. 그러나 현재 이 파일 시스템의 개발은 중단되었다.

## 같이 보기
- ReFS

## 참조
1. ↑  “Leaked Windows hints at changes to come - ZDNet.co.uk”. 2007년 9월 30일에 원본 문서에서 보존된 문서. 2008년 3월 29일에 확인함.
2. ↑  “WinFS Still In The Works Despite Missing Vista - Software - IT Channel News by CRN”. 2012년 11월 10일에 원본 문서에서 보존된 문서. 2008년 3월 29일에 확인함.
3. ↑  Jack Schofield (2006년 6월 29일). “Why WinFS had to vanish”. The Guardian. 2010년 12월 9일에 확인함.